# Хмыз, Дмитрий
Дмитрий Хмыз (латыш. Dmitrijs Hmizs; 31 июля 1992, Лиепая) — латвийский футболист, защитник и полузащитник. Выступал за сборную Латвии.

## Биография
Воспитанник футбольной школы клуба «Металлург» (Лиепая). С 2010 года начал выступать за второй состав клуба в первой лиге Латвии. 2 апреля 2011 года дебютировал за основной состав клуба в высшей лиге в матче против «Олимпа», но в своём первом сезоне выходил только на замены, сыграв 5 матчей. Серебряный призёр чемпионата Латвии 2011 года. Со следующего сезона стал регулярно играть за основной состав «Металлурга», но команда уже не попадала в тройку призёров. Летом 2012 года сыграл свои первые матчи в еврокубках. Финалист Кубка Латвии 2011, 2012 (в этих сезонах не выходил на поле) и 2013 годов. В 2013 году стал лучшим бомбардиром своего клуба в чемпионате (8 голов), разделив это звание с ещё двумя игроками.
В начале 2014 года перешёл в «Спартак» (Юрмала), где провёл полсезона. Летом 2014 года вернулся в Лиепаю и присоединился к переформированному местному клубу, носившему теперь название «Лиепая». В 2015 году с «Лиепаей» стал чемпионом Латвии, в 2017 году — серебряным призёром чемпионата и обладателем Кубка страны. В 2019 году покинул клуб и в дальнейшем играл в первой лиге.
Выступал за сборные Латвии младших возрастов. Участник Кубка Содружества-2013 в составе молодёжной сборной, где забил гол в ворота ровесников из Туркменистана, реализовав пенальти.
В национальной сборной Латвии дебютировал 7 ноября 2017 года в игре против Саудовской Аравии, в ряде источников этот матч считается неофициальным. Спустя неделю принял участие в официальном матче против Косова. Всего в 2017—2018 годах провёл 6 матчей за сборную. В 2018 году со своей командой стал победителем Кубка Балтии, но сыграл на турнире лишь 6 минут.

## Достижения
- Чемпион Латвии: 2015
- Серебряный призёр чемпионата Латвии: 2011, 2017
- Обладатель Кубка Латвии: 2017
- Финалист Кубка Латвии: 2013
- Победитель Кубка Балтии: 2018